# Китайска национална библиотека
Китайската национална библиотека (на традиционен китайски: 中國國家圖書館, на опростен китайски: 中国国家图书馆, на пинин: Zhōngguó guójiā túshūguǎn) е националната библиотека на Китай. Намира се в Пекин и със сбирка от 24 милиона единици, включително 5,7 милиона книги, е най-голямата библиотека в Азия. Основана е през 1909 година под името Столична библиотека (от 1928 година – Национална пекинска библиотека). От 1916 година има право на безплатно копие от всички издания в страната.